# Simaroubaceae
Le Simarubacee (Simaroubaceae DC., 1811) sono una famiglia di alberi e arbusti dell'ordine Sapindales, a distribuzione essenzialmente intertropicale: sono presenti nelle regioni tropicali ed equatoriali di tutti i continenti - ma sono anche presenti in alcune aree a clima temperato, per esempio in Giappone.

## Tassonomia
La famiglia comprende i seguenti generi:
- Ailanthus Desf.
- Brucea J.F.Mill.
- Castela Turpin
- Eurycoma Jack
- Gymnostemon Aubrév. & Pellegr.
- Hannoa Planch.
- Homalolepis Turcz.
- Iridosma Aubrév. & Pellegr.
- Leitneria Chapm.
- Nothospondias
- Odyendea Engl.
- Perriera Courchet
- Picrasma Blume
- Picrolemma Hook.f.
- Pierreodendron Engl.
- Quassia L.
- Samadera Gaertn.
- Simaba Aubl.
- Simarouba Aubl.
- Soulamea Lam.